# Дурангский науатль
Дурангский науатль (Durango Aztec, Mexicanero, Náhuat de Durango) — один из диалектов науатль, который делится на западно- и восточно-дурангский диалекты, распространённые в штатах Дуранго и Наярит в Мексике.

## Диалекты
- Восточно-дурангский диалект (Eastern Durango Aztec, Eastern Durango Nahuatl, Meshikan del este, Mexicanero del este, Nahuat del Este de Durango) распространён в городах Агуа-Кальенте, Агуа-Фриа, Ла-Тинаха, Сан-Педро-Хикора муниципалитета Мескиталь штата Дуранго.
- Западно-дурангский диалект (Meshikan del occidente, Mexicanero del occidente, Nahuat del Occidente en Durango y Nayarit, Western Durango Aztec, Western Durango Nahuatl) распространён в городах Ла-Лагуна, Меса-де-лас-Арпас, Санта-Крус, Эль-Дураснито муниципалитета Акапонета штата Наярит; в городах Алакранес, Беренхенас, Курачитос-де-Буэнависта, Сан-Агустин-де-Буэнавентура, Сан-Диего, Тепалькатес, Тепетатес II муниципалитета Мескиталь штата Дуранго.